# 朝倉純一
朝倉純一（あさくら じゅんいち）は、CIRCUS製作のアダルトゲーム『D.C. 〜ダ・カーポ〜』の主人公。

## 概要
ゲーム本編およびアニメ一作目（俗称ファーストシーズン）では風見学園付属の3年1組在籍（出席番号は常に1番）。両親は海外へ赴任中で、血の繋がらない妹（誕生日が同じなので表向きは似ていない双子で通している）朝倉音夢と共に初音島で暮らしている。同級生に祖母を同じくする従姉の芳乃さくらがおり、自宅には身寄りがない（と称する）ネコミミメイド鷺澤頼子を住まわせている。身長は168cm、体重は61kg。血液型はA型。
口癖は「かったるい」でよく居眠りしており、「ミスターかったるい」という不名誉なあだ名まで頂戴している。もっともそれは照れ隠しのようなもので、実際には面倒見が良く、困っている人は助けずにいられない性格で、しかも途中で放棄するという事がない。責任感や正義感が強く、何かあった際に頼りになるタイプ。そのためか女子生徒にもモテモテ（D.C.では7人、D.C.P.C.では13人が攻略対象）だが、本人は鈍感で全く気づいていなかった。しかし好きになった相手のためなら命すら賭するなど、非常に一途な面を持つ。ちなみに女性の好みに関しては大和撫子が結構好みのタイプと言っている他、ネコミミメイドにも拘っている節がある。
以前は悪友杉並とつるみ、学園のイベントの度悪巧みをしており、風紀委員会のブラックリスト入りになっている。そのため学園内ではそれなりに有名であり、特に下級生からは恐れられている節がある。ただし、彼自身の認識では、自分も杉並の悪乗りに巻き込まれた被害者である。
些細な魔法を行使可能で、枯れない桜の作用による「他人の夢を見てしまう（ただし自身ではコントロール不能）」能力と、祖母から受け継いだ「何もないところ（手のひら）から自分のカロリーを消費して和菓子を出現させる」という魔法が使えるが、そのことは秘密にしている。これらの能力がストーリー展開のキーとなる事も多い。PC版第一作目では桜が枯れる事で和菓子を出す力も失っているという描写があるが、これは設定上の誤りであったと公式ビジュアルファンブック上で御影が解説している。
和菓子を出す魔法は純一も義之も「あまり役に立たない」、「くだらない能力」と馬鹿にしているが、実際は無から有を作り出す系統はかなり高度な魔法であるとD.C.IIIの清隆（風見鶏編）が語っている。この魔法に関しては出せる物が和菓子に限定されているので、難度はそれほど高くない（魔法は効果を限定すればするほど難度が下がる）が、それでも子供の頃に出した和菓子は不恰好な物になっていた。
なお、枯れない桜が散るようになった後は、夢見の能力は桜が咲いている時期に限られるようになった。
妄想癖があるのか、時折妙な妄想を繰り広げる（クマの着ぐるみ姿のせいで音夢たちに殺されそうになる等）。
好きな食べ物は、学園食堂内購買で販売されている焼きそばパンで、特に海鮮焼きそばパンが大好きである。その他には松野家の牛丼、うにマヨおにぎり。嫌いな食べ物はシイタケ。サッと食べられないものも、面倒くさいという意味で嫌いらしい。
取り扱い説明書やサーカスのホームページでは、キャラ紹介で水夏0章の名無しの鳥のグラフィックが代理となっている。D.C.P.C.ではうたまるが代理。
アニメ版ではシリーズ毎に容姿が異なる（無印・茶髪、S.S.・黒髪、II.S.S.・老人、III・清隆に似た黒髪）。

## ゲームにおける朝倉純一

### D.C.
ゲーム中苗字の変更は不可能で、純一の名前の部分は変更が可能であるが、登場人物たちは彼を名前で呼ばない（音夢は「兄さん」、さくらは「お兄ちゃん」、他は苗字で呼ぶ）のでテキストやボイスには反映されない。美少女ゲームの主人公の例に漏れず、幼年期の回想以外に声が当てられていない（DVDPG版は例外で、声がある）。
基本的に彼の視点で物語は進行するが、月城アリスのシナリオにおいて純一に代わり、天枷美春の視点で進行する場面がある。

### D.C.I.F.
ミスコンで白河ことりが純一に告白しようとしたまさにその時、音夢が倒れてしまい、純一はことりに告白されない。その後音夢に病床で想いを伝えられる。
ことりに魅かれつつも刻々と体調を崩す音夢の看病で看病疲れになるほどに追い詰められるが、その甲斐もなく枯れない桜の樹の魔法の影響から音夢を失い、そのショックで1年近く引き篭り状態に陥る。生活が持ち直した後も音夢の最後の言葉に捕われ続けることになる。

### ことり Love Ex P
風見学園を卒業後、大学を経て天枷研究所の営業部署に就職し、ことりと新婚生活を満喫している。

### D.C.II
前作のメインヒロインである音夢とのエンディングから53年後の世界において、純一の妻は朝倉音夢で、朝倉音姫と朝倉由夢という二人の孫娘がいる。孫娘の父親が純一の息子であると語られている。妻の音夢は名前のみの登場で、本作の主人公である「桜内義之」曰く、純一と音夢は仲睦ましい暮らしぶりから「理想的な夫婦」であると形容している。
「かったるい」を連発する性格や和菓子を出す能力は変わっておらず、義之へは和菓子を出す魔法を教えた（彼がそのままその魔法を使えたのは彼の正体に起因する）。
彼もまた、さくらと同様に、作中で重要な人物である。さくらと違って、直接的ではない関わりが多い。登場機会そのものは少なく、直接登場するのは音姫シナリオの個別シナリオの後半と、「D.C.」シナリオのみである。
さくらが制御に失敗した魔法の桜の暴走を止める為、幼馴染の尻拭いと称して一人で桜と融合するも失敗。同じく融合をこころみて飲み込まれてしまったさくらは、「D.C.III」にて過去に送られた後に元の時代に戻ってきているが、純一がどうなったかについては、ゲーム媒体としては直接的には描写されていない。ただし、「D.C.III」劇中において、過去の世界に送ってくれたのが純一だと示唆するかのようなさくらのセリフが存在している。また、『D.C.II.D.M』でさくらが戻ってきた後も結局純一は戻ってこず、どうなったかは一切不明のまま。音夢は「その内帰ってくるんじゃない？」と言っている。

### D.C. Dream X'mas
『D.C. 〜クリスマスミライコイユメ〜』では本校1年に進学しているが、誰とも付き合っていない。音夢シナリオでは自宅で、ことりシナリオでは学校にて53年後の未来に飛ばされる。
『D.C.II 〜Day Dream Believer〜』では登場しないが、音夢を通じて義之たちにアドバイスを送っている。

## アニメにおける朝倉純一

### D.C.
原作では黒髪のはずが、本作ではなぜか茶髪になっている。14話までは他のヒロインたちからも慕われ、その度に音夢から焼きもちを焼かれていた。
音夢からは義理の兄妹でありながらも思いを寄せられており、さくらとの間で三角関係となっている。

### D.C.S.S.
桜が枯れてから2年、純一は見違える程に明るく活発な青年に成長していた。
風見学園付属卒業後は本校へ入学し、後輩の天枷美春に叩き起こされ、親友の水越眞子に弁当を作ってもらう毎日を送っていた。面倒くさがりな性格は彼女らサポート部隊の努力の甲斐あり克服し、「かったるい」という口癖もなくなった。
髪の色は前作の茶髪から一変して原作通りの黒髪になっていた。顔自体も前作とは幼年時を含めて異なっている。当初は音夢と両想いで終わったD.C.との繋がりは見えずことりとアイシアとの関係が深まるパラレルワールドのオリジナルストーリーであったが、途中から音夢が登場し唐突に結婚を迎える。

### D.C.if
D.C.S.S.の冒頭と同じような状況だが、本校2年生で音夢が死んでいるような描写がある。音夢のことを断ち切ってことりに告白しようとするが、ことりに拒絶されてしまう。

### D.C.II S.S.
終盤に登場し、原作と同じく桜の暴走を止めるために同化して行方不明となっている。なお、この際眼鏡を紛失しているのだが、最終話の桜と同化したさくらに手を振るシーンでは眼鏡を掛けている。

### D.C.III
さくらの回想で『I』の学生時代や、『II』の終盤のさくらを送り出した頃が描写された。さらにアニメ版では、清隆達と別れたさくらが、服装は老人時そのままに学生時代もしくは青年時代の容姿の純一がさくらと再会するという描写が存在するものの、そのさくらそのものが明確にどのような存在だったのか語られてはいない（「もう一人のボク」と謎の女性が発言してはいるが）ため、単なるイメージなのか、それとも実際にそのさくらと、桜と同化した純一が再会したのかは不明である。学生時代の顔は、「D.C.」や「D.C.S.S.」のどちらとも異なっている。

## ドラマCDにおける朝倉純一

### 初音島ドラマシアター
チャプター1「さくら」
さくらと音夢の気持ちのはざ間でゆれ動く気持ちがあらわされている。枯れない桜の木の下でさくらが純一に「好き」と言った時、純一は「鈍いから」と言っているが、さくらの想いは感じている含みがある。この時、純一はさくらと音夢のどちらも選べることができずに迷っている。
チャプター2「ことり」
人の心を読み取ることができる能力を持つ白河ことりが自閉症的になり、そんな状態のことりを見て勇気付けようとして学園の中庭で二人で抱き合うシーンがある。人目を気にせず人を想うことが素直に行動に出る優しい性格であることがわかる。
チャプター3「音夢」
虫垂炎（盲腸）になり、水越姉妹の親が経営する病院へ入院することになった。調理実習で音夢が作ったクッキーを食べた際に倒れて病院へ運ばれたため、当初は食あたりによるショック性のものと思われたが、診察の結果、虫垂炎であることが判った。
チャプター4「頼子」
外出恐怖症のネコミミメイドの頼子をピクニックに誘おうと、夜な夜な頼子を外出特訓する。しかしピクニックの日は雨になりそうな天候であった。そんなある日、近くのショップに「何でも願い事がかなうガラスの靴」が存在することを知る。ピクニックの日に雨にならないよう、そのガラスの靴に願いをかけようと音夢や美春達と一緒に頼子を誘って出かけようとする。もともと猫であった頼子は純一のそばにいることができる人間になる願いをかなえてしまったため、そのガラスの靴に願いをかけると元の猫に戻ってしまうのではないかと悩む。頼子の悩んでいる理由が分からない純一は、そんな頼子にガラスの靴の「シンデレラ」の話をする。願いが一つ終わっても、また願いをかなえられるようにすれば良いと。それを聞いた頼子は純一に抱きついて泣き崩れる。純一は恋愛には鈍感だが困ったり悩んだりしている人には積極的に手を差し伸べようとする心温かい性格の持ち主であることがわかる。
チャプター6「萌&眞子」
水越姉妹の親が経営する病院の関係で、姉である萌が見合いをすることになった。いつもなら見合いの席で寝てしまうため見合い相手から断られてしまうのだが、見合いの席で寝るのは度胸があるとのことで、見合い相手から積極的に交際を申し込まれてしまう。その申込みが嫌で、以前学園屋上で鍋をしていた時に偶然デジカメで撮った純一とのツーショット写真を見合い相手に送ってしまう。それが原因で、萌とカップル役をやらされデート中のシーンをビデオ撮影し、見合い相手に送るはめになってしまう。しかし、困っている萌の気持ちを考え一生懸命にカップル役を演じる。ビデオの撮影中に雨が降ってきて、純一が着ているジャケットを萌に着せるなど、優しい心配りの一面がうかがえる。アニメでは眞子とカップル役をやっているので、姉妹ともどもにカップル役をやらされている。

## 担当声優
D.C.
- 杉崎和哉（ビジュアルファンブックドラマCD）
- 福山潤（ドラマアルバム「春色の島」）
- 泰勇気（テレビアニメ版・D.C.I.F.）
- 高木礼子（テレビアニメ版・幼少期）
- 能登麻美子（D.C.P.S.・幼少期）
- 城樹翔（DVD-PG版）
- 加瀬愛奈（T.P.さくら）

D.C.II
- 桐生大地（PC版）
- チョー（D.C.II P.S.・テレビアニメ版）